# Ivanique Kemp
Ivanique Kemp (* 11. Juni 1991 in Nassau) ist eine ehemalige bahamaische Hürdenläuferin, die sich auf die 100-Meter-Distanz spezialisiert hat.

## Sportliche Laufbahn
Erste Erfahrungen bei internationalen Meisterschaften sammelte Ivanique Kemp bei den CARIFTA Games 2009 in Vieux-Fort, bei denen sie in 11,85 s den sechsten Platz im 100-Meter-Lauf in der U20-Altersklasse belegte und in 13,78 s die Silbermedaille über 100 m Hürden gewann. Zudem gewann sie dort auch mit der bahamaischen 4-mal-100-Meter-Staffel in 45,43 s die Silbermedaille. Anschließend belegte sie bei den Panamerikanischen Juniorenmeisterschaften in Port of Spain in 14,18 s den sechsten Platz über 100 m Hürden. Im Jahr darauf gewann sie bei den CARIFTA Games in George Town in 14,21 s die Bronzemedaille über 100 m Hürden und gewann bei den CAC-Juniorenmeisterschaften in Santo Domingo in 14,35 s die Silbermedaille im Hürdenlauf sowie in 45,54 s auch im Staffelbewerb. Daraufhin schied sie bei den Juniorenweltmeisterschaften im kanadischen Moncton mit 13,77 s im Halbfinale über 100 m Hürdena aus und verpasste mit der Staffel mit 45,45 s den Finaleinzug. Im selben Jahr begann sie ein Studium an der University of Alabama in den Vereinigten Staaten und 2011 belegte sie bei den Zentralamerika- und Karibikmeisterschaften in Mayagüez in 13,37 s den sechsten Platz über 100 m Hürden. Im Jahr darauf belegte sie bei den U23-NACAC-Meisterschaften in Irapuato in 13,34 s den vierten Platz im Hürdenlauf und gewann mit der Staffel in 45,71 s die Silbermedaille hinter dem US-amerikanischen Team. Daraufhin nahm sie über 100 m Hürden an den Olympischen Sommerspielen in London teil und schied dort mit 13,56 s im Halbfinale aus. 2017 beendete sie dann ihre aktive sportliche Laufbahn im Alter von 26 Jahren.
In den Jahren 2010, 2012 und 2016 wurde Kemp bahamaische Meisterin im 100-Meter-Hürdenlauf.

## Persönliche Bestzeiten
- 100 m Hürden: 13,13 s (+1,1 m/s), 7. Juni 2012 in Des Moines
  - 60 m Hürden (Halle): 8,13 s, 2. März 2012 in Fayetteville